# アンリ＝ガブリエル・イベルス
アンリ＝ガブリエル・イベルス（Henri-Gabriel Ibels、1867年11月30日 - 1914年1月31日）はフランスの画家、イラストレータである。19世紀末のパリで活動した芸術家の集団、「ナビ派」の画家の一人である。ポスターや出版物の挿絵で知られる。

## 略歴
パリで生まれた。弟にアナキストの雑誌や書籍の出版に関わったアンドレ・イベルス(André Ibels:1872-1932)がいる。異母妹のルイーズ(Louise Catherine Ibels:1891-1965)も画家になった。
1888年からパリの私立美術学校のアカデミー・ジュリアンで1年ほど、学んだ後1889年に「綜合主義」を提唱する、「ナビ派」の創立メンバーとなった。他のメンバーはアカデミー・ジュリアンで学んでいた、ピエール・ボナール、エドゥアール・ヴュイヤール、モーリス・ドニ、ポール・ランソンとポール・セリュジエであった。イベルスは政治や社会問題に関心が高く、新聞や雑誌の風刺画の分野でも活動した。1890年から、エミール・プゲ（Émile Pouget|）が創刊したアナキズムの新聞「Le Père peinard」や弟のアンドレが編集した「La Revue anarchiste」などに挿絵を描いた。
アンリ・ド・トゥールーズ＝ロートレック、テオフィル・アレクサンドル・スタンランらと並んで、劇場やキャバレーのために多くのポスターを製作した。

## 作品

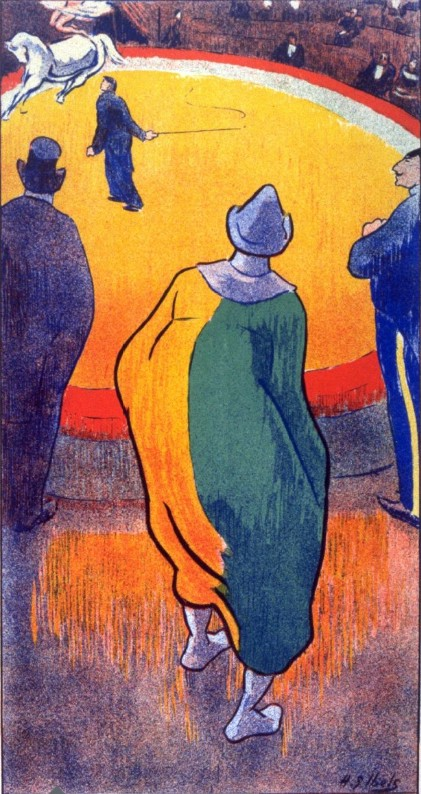
"Au cirque" (版画)
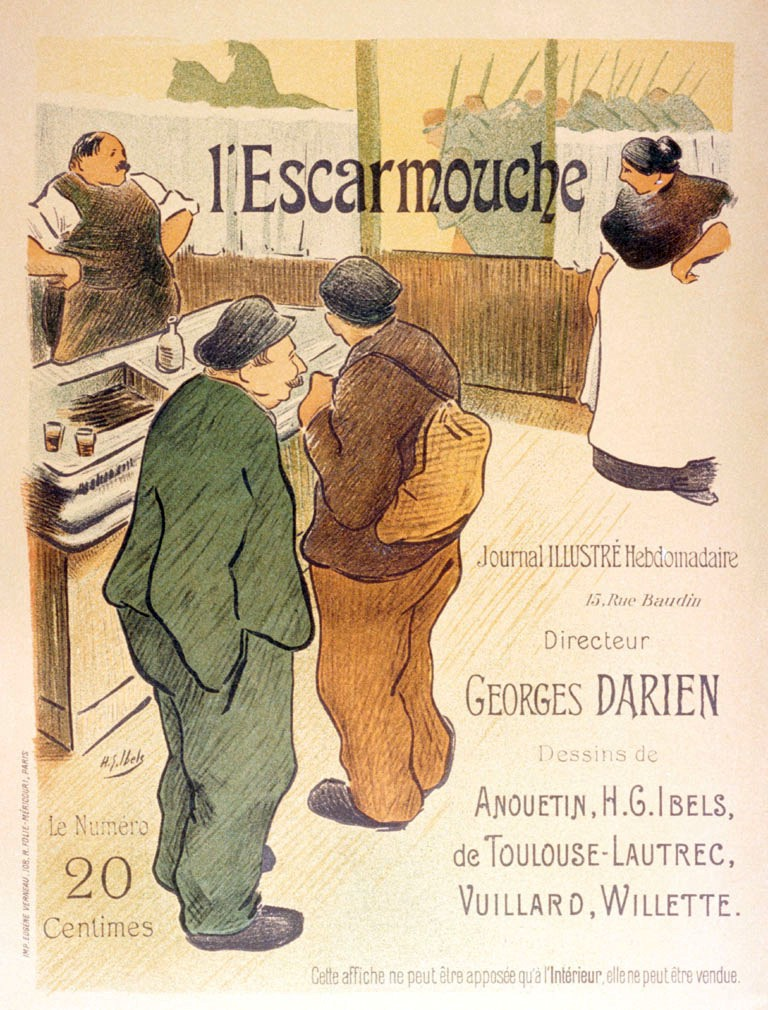
宣伝ポスター
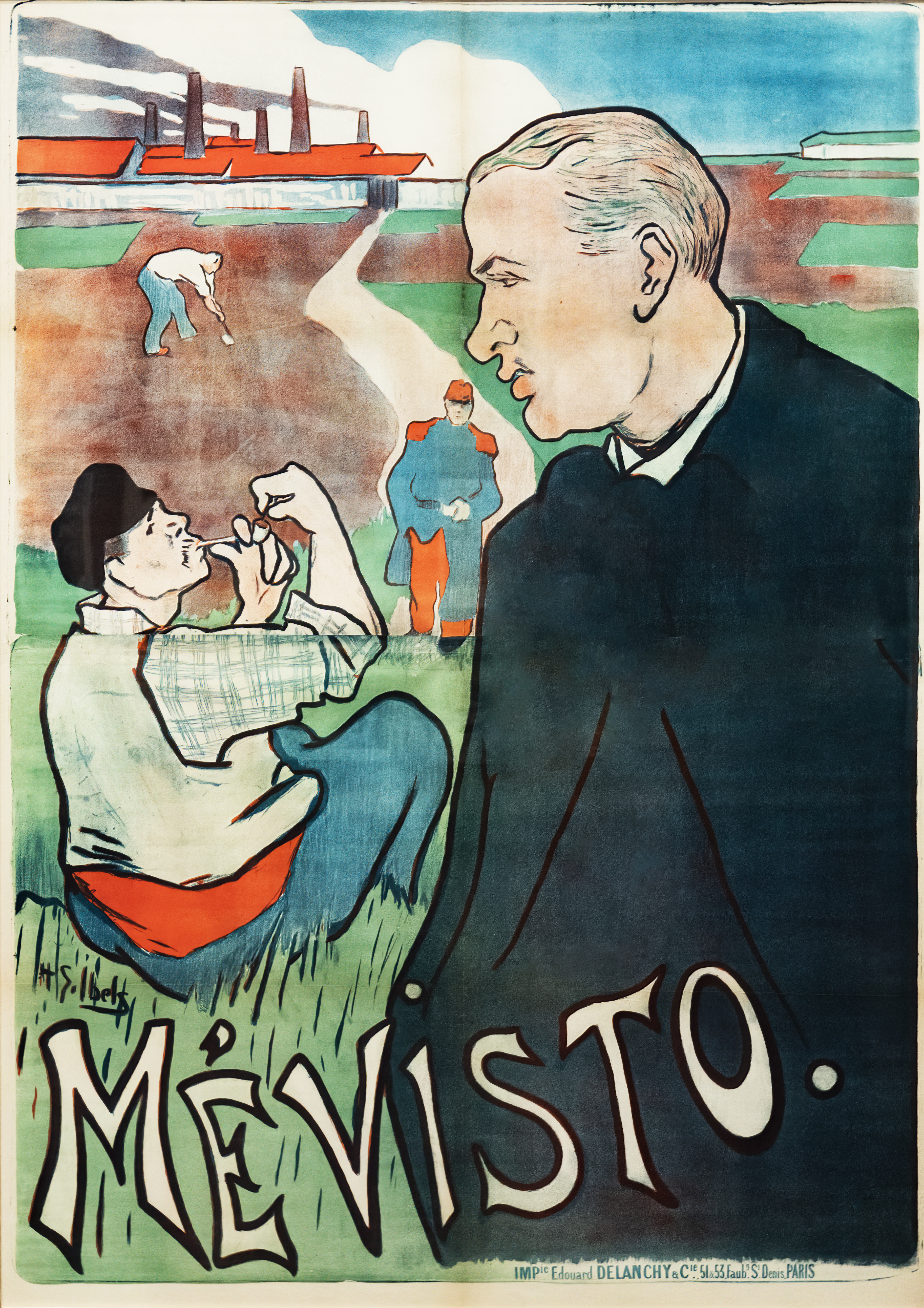
アンリ・ガブリエル・イベルス1892年リトグラフによるメヴィスト
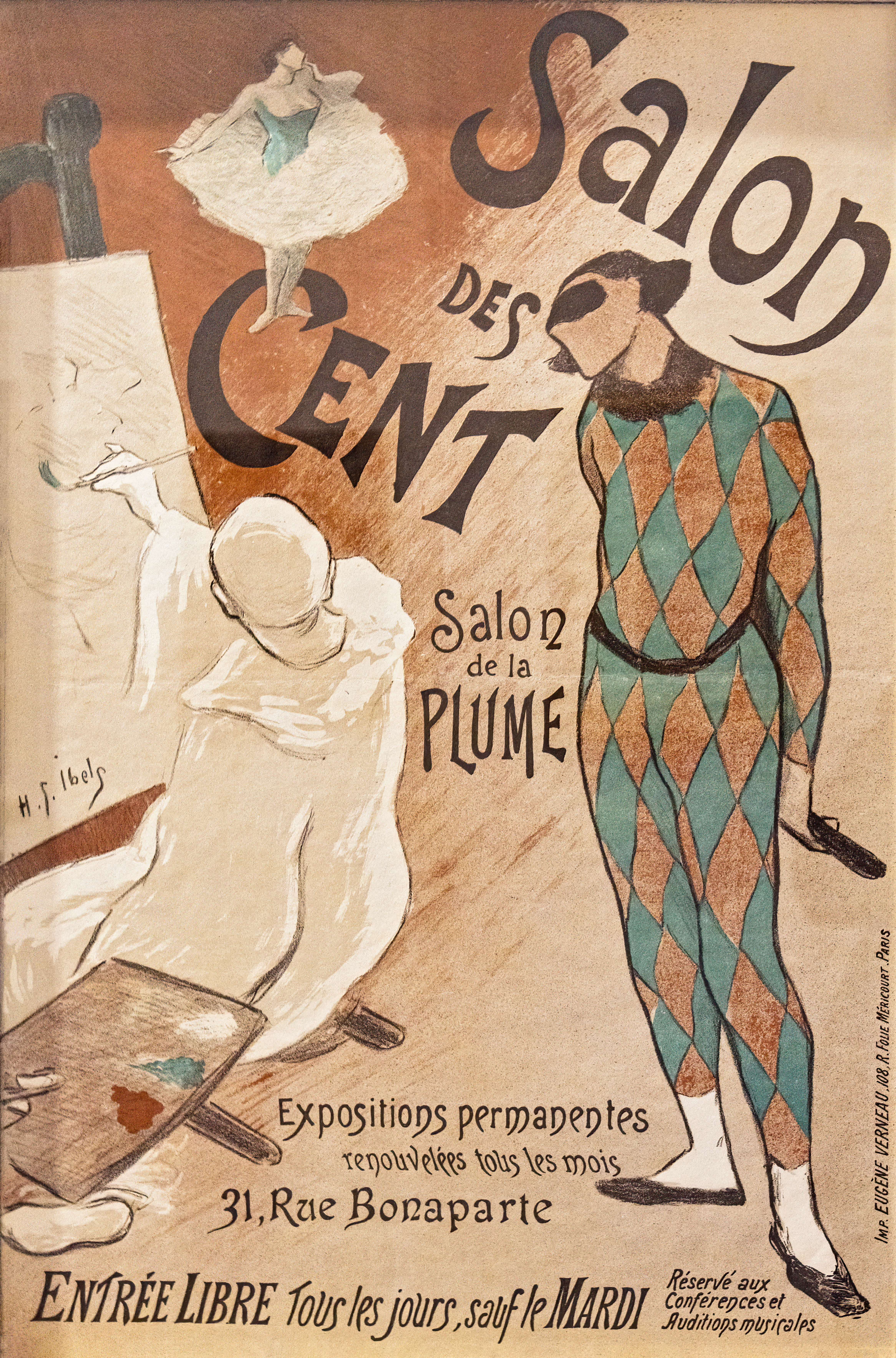
展覧会ポスター
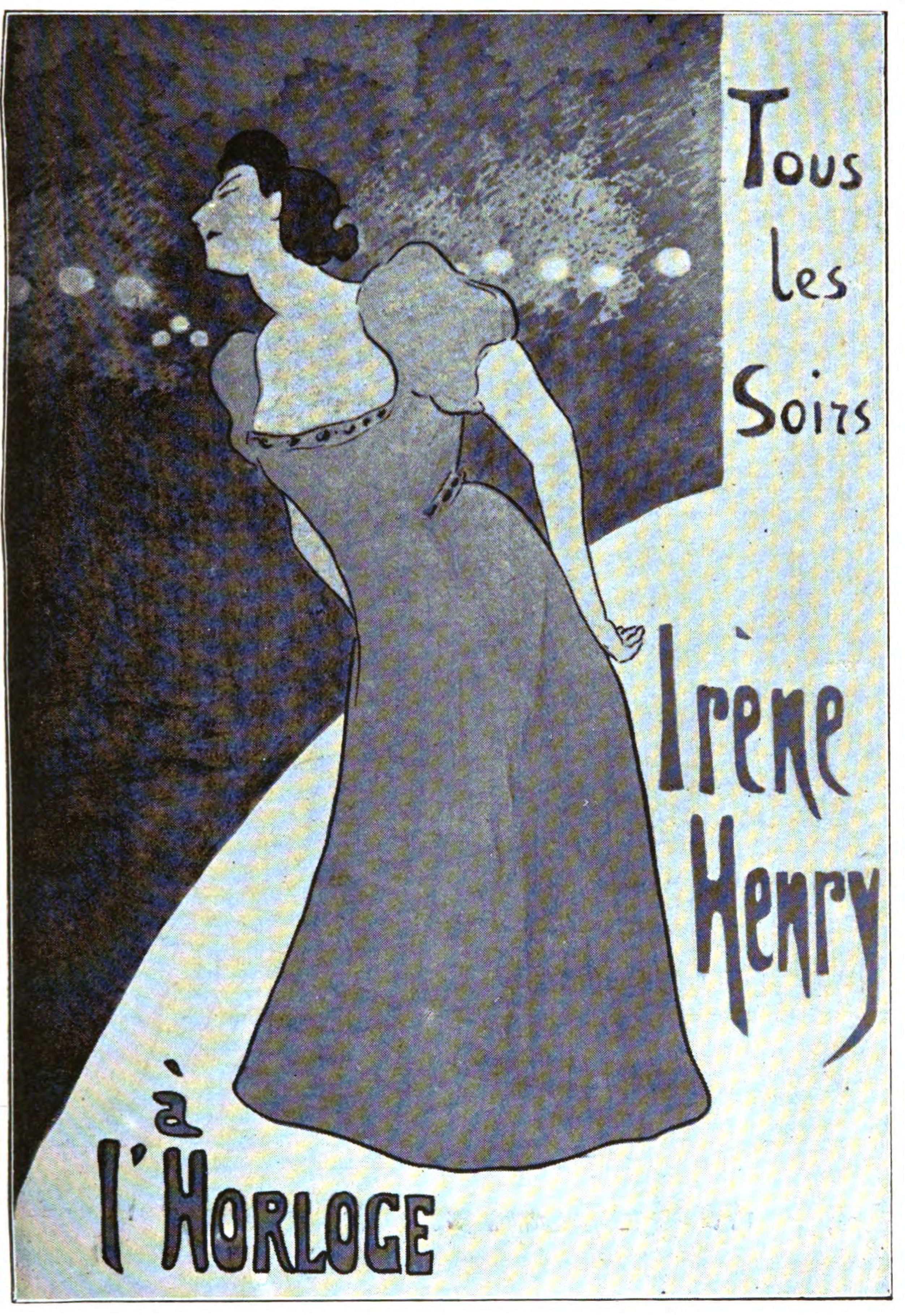

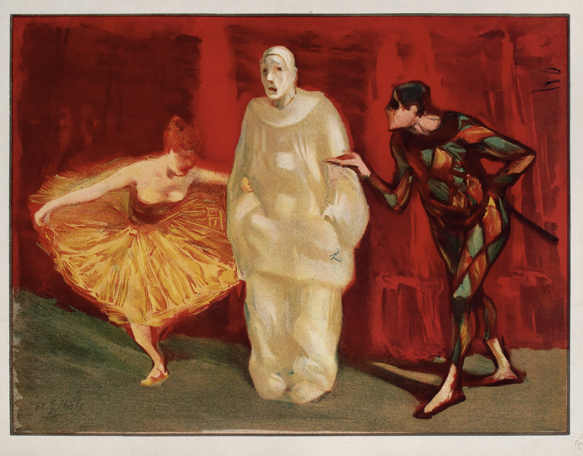
「パントマイム」、『レスタンプ・モデルヌ』に掲載
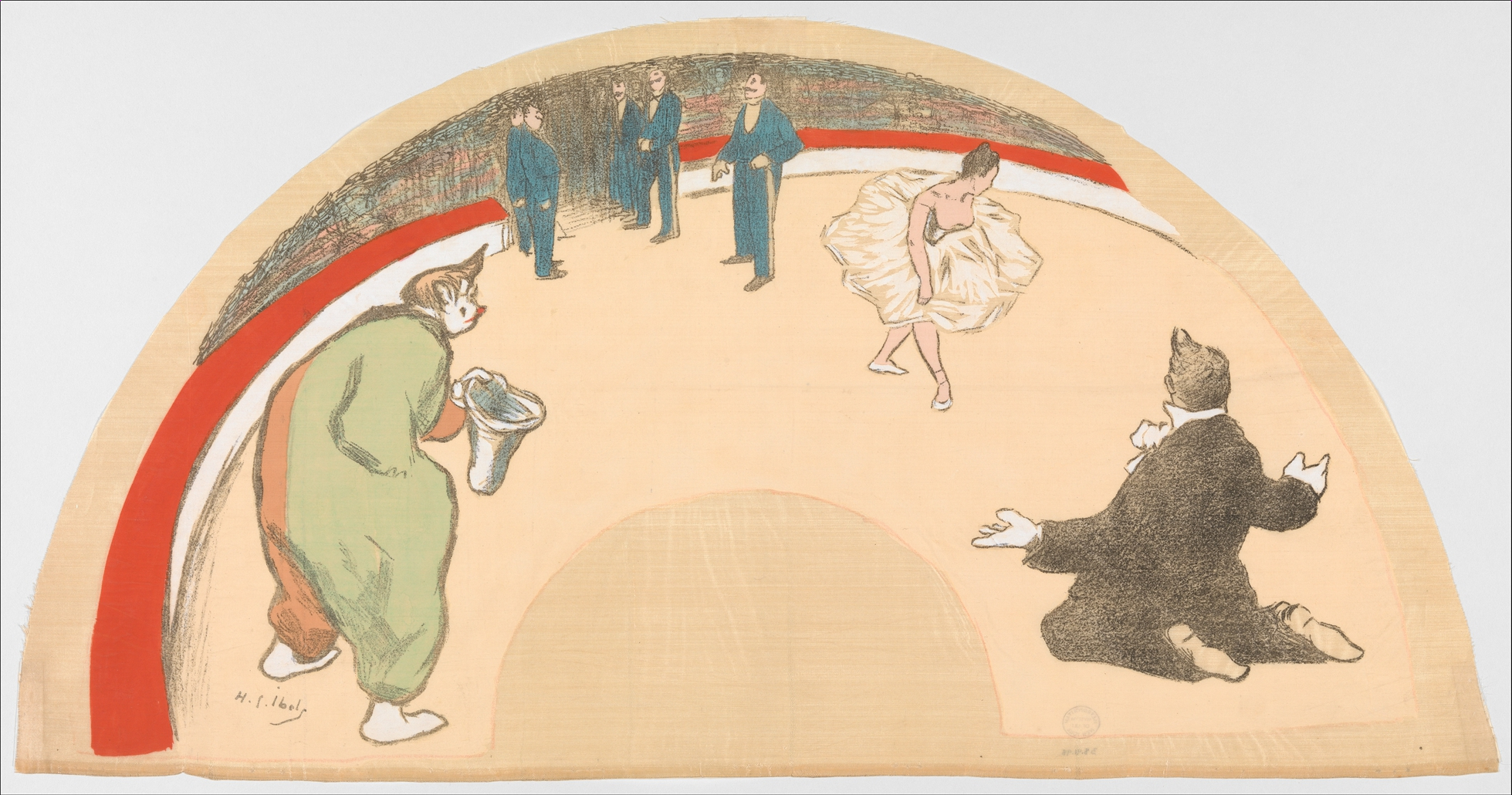
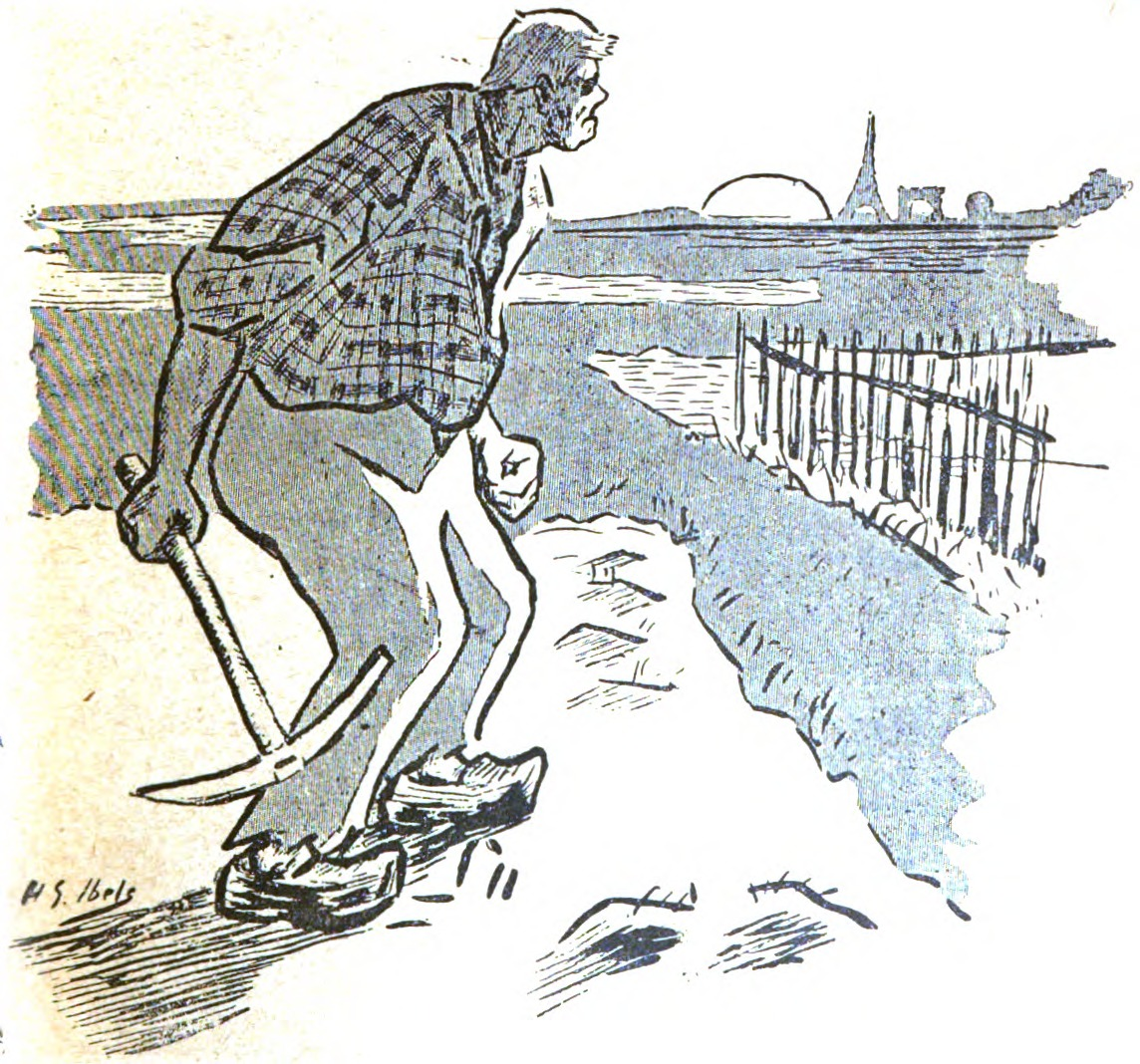